# Блесави Божић Харолда и Кумара
Блесави Божић Харолда и Кумара (енгл. A Very Harold & Kumar Christmas) америчка је филмска комедија из 2011. године. Режију потписује Тод Штраус Скалсон, по сценарију Џона Хурвица и Хејдена Шлосберга, док главне улоге тумаче Џон Чо, Кал Пен и Нил Патрик Харис. Наставак је филма Харолд и Кумар беже из Гвантанама (2008).
Добио је углавном позитивне рецензије критичара, уз похвале за глумачку поставу и божићну тему, али и поједине критике за хумор. Такође је остварио комерцијални успех, зарадивши преко 36 милиона долара.

## Радња
После неколико година раздвојености, Харолд и Кумар се спремају за прославу Божића, и управо тад тајанствени пакет стиже на Кумарова врата. Покушавши да га достави у Харолдову кућу, Кумар случајно спаљује скупу породичну јелку. На Бадње вече, несрећни двојац одлази у још једну лоше организовану и бесмислену пустоловину у потрази за савршеном јелком по Њујорку.

## Улоге
| Глумац           | Улога            |
| ---------------- | ---------------- |
| Џон Чо           | Харолд Ли        |
| Кал Пен          | Кумар Пател      |
| Нил Патрик Харис | Нил Патрик Харис |